# Skarvyxa

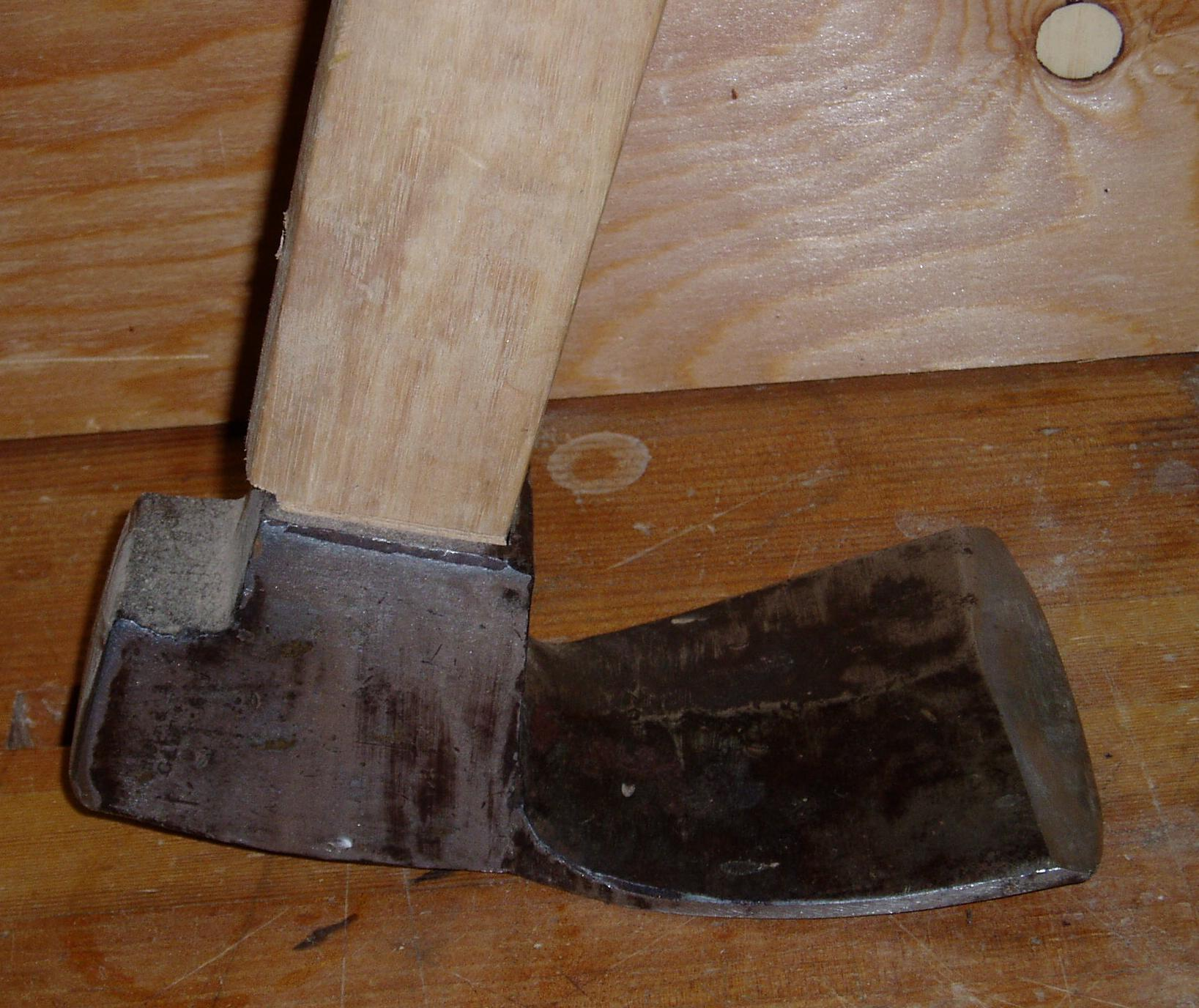
Skarvyxa med svagt krökt egg

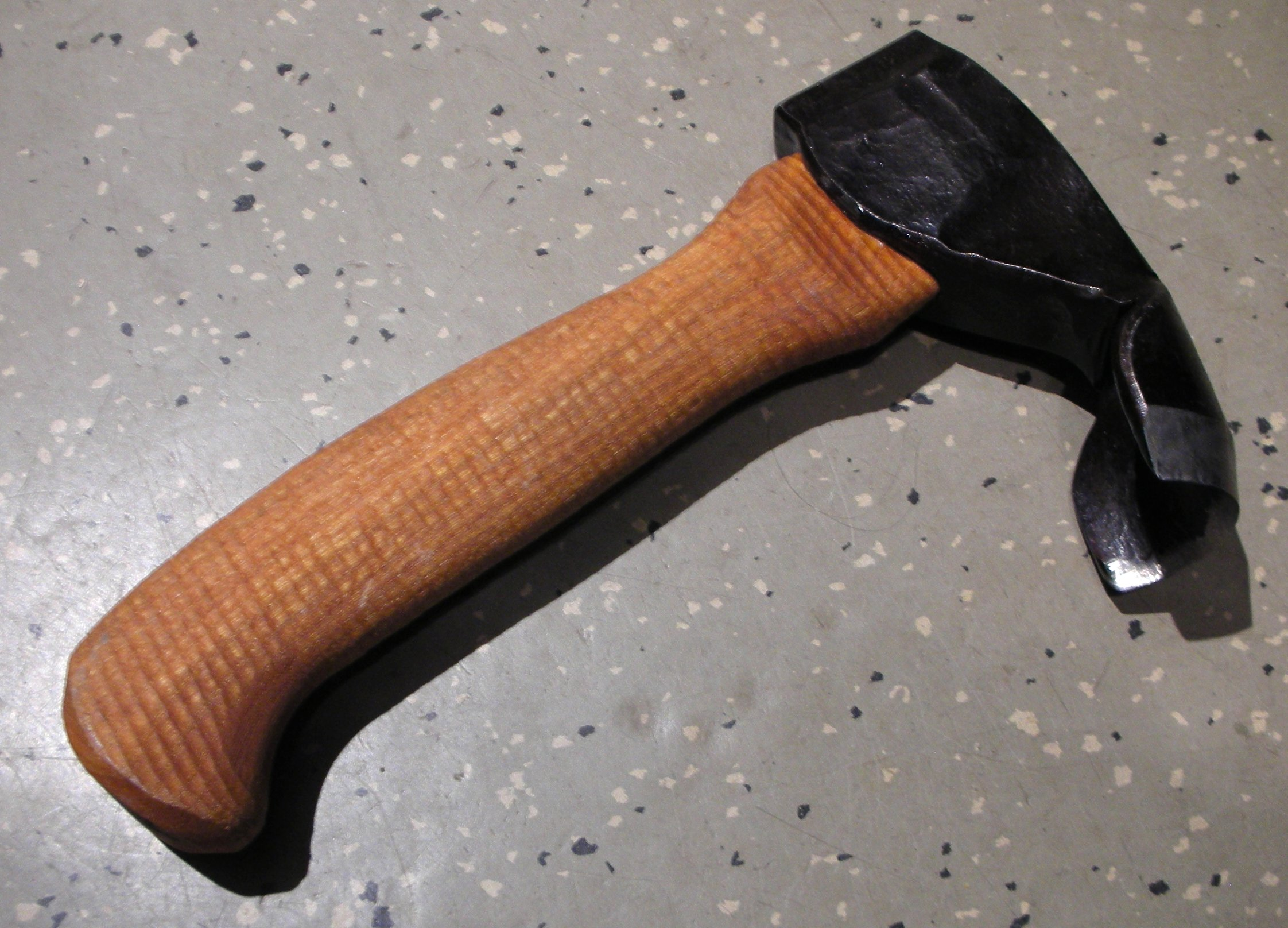
Tjäckelyxa för att till exempel yxa till hängränna

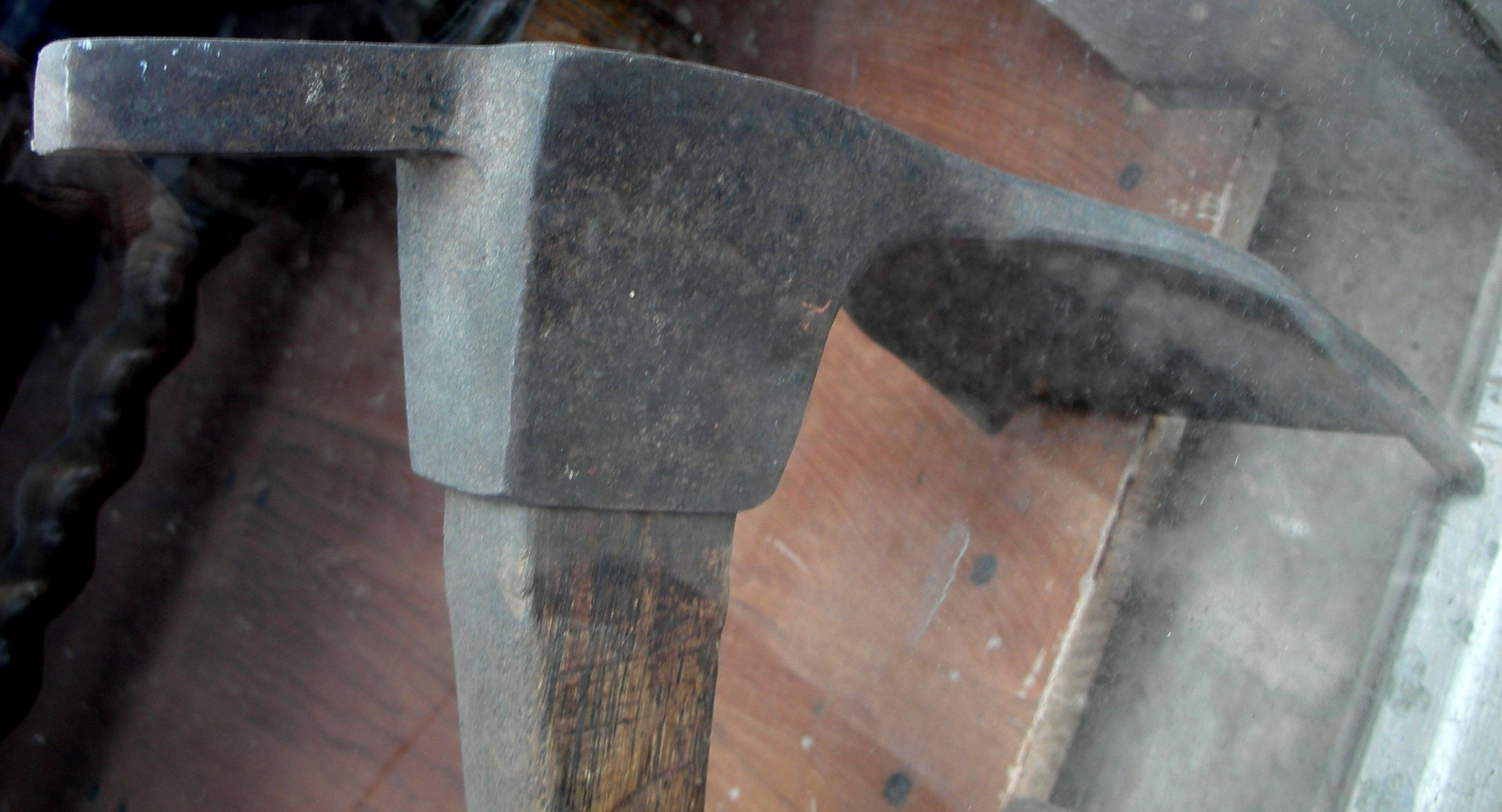
Skarvyxa med rak egg och "vingar"

Skarvyxa, tväryxa, tjäckelyxa eller holkyxa med flera, även täxla eller däxel (av fornnordiska: þexla respektive tyska: Dechsel) med flera, är en yxa med tvärställd egg i förhållande till skaftet.
Skarvyxan användes innan såg och hyvel började användas och är ett ålderdomligt verktyg. Den är ett effektivt precisionsverktyg, men kräver en hel del träning. En rätt hanterad skarvyxa är något snabbare och lika noggrann som en hyvel, kan lättare bearbeta dubbelkrökta ytor, men i och med att den inte ger något bearbetningsstöd är den svårare att hantera. Å andra sidan är skarvyxan noggrannare och lättare att hantera, men inte lika snabbavverkande som en snickaryxa. 
Skarvyxa används för att rikta upp stockar eller balkar vid all slags grövre timring eller vid båt- eller skeppsbyggnad, t.ex. för att hugga stävar och spant samt alla tilltänkta konkava eller konvexa ytor, som t.ex. bordläggning till en båt eller skepp. Vid bearbetning av virke med skarvyxa är metoden att användaren står bredbent över arbetsstycket och bearbetar med korta hugg, ej vid sidan, av ergonomiska skäl. Skarvyxan har ofta ett huvud utformat för att slå in spik eller dymlingar.
Verktyget tväryxa finns i flera utföranden för olika ändamål, t.ex. för att göra skålar, fat eller hängränna med. Tjäckelyxor finns med U-form med olika krökningsradier eller med tvärställt rakt skär med sidor (vingar) som har egg. Bandyxor är dito för att tillhugga tunnband för tunnor.

## Synonymer
- Wiktionary har ett uppslag om däxel.
- Wiktionary har ett uppslag om däxla.
- Wiktionary har ett uppslag om holkyxa.
- Wiktionary har ett uppslag om skarvyxa.
- Wiktionary har ett uppslag om tjäckel.
- Wiktionary har ett uppslag om tjäckelyxa.
- Wiktionary har ett uppslag om tjäckla.
- Wiktionary har ett uppslag om tväryxa.
- Wiktionary har ett uppslag om tängsel.
- Wiktionary har ett uppslag om tängsla.
- Wiktionary har ett uppslag om täxel.
- Wiktionary har ett uppslag om täxla.

### Svenska Akademiens ordbok (SAOB)
- Svenska Akademiens ordbok: bandyxa
- Svenska Akademiens ordbok: däxel
- Svenska Akademiens ordbok: däxla
- Svenska Akademiens ordbok: holkyxa
- Svenska Akademiens ordbok: skarvyxa
- Svenska Akademiens ordbok: tväryxa
- Svenska Akademiens ordbok: tängsel
- Svenska Akademiens ordbok: tängsla
- Svenska Akademiens ordbok: täxel
- Svenska Akademiens ordbok: täxla